# Chang Myon
Chang Myon, John Myon Chang, (kor. 장면, ur. 28 sierpnia 1899 w Hanseong, zm. 4 czerwca 1966 w Seulu) – koreański polityk i nauczyciel, 2. i 7. premier, 4. wiceprezydent Korei Południowej.